# Amphiblestrum osburni
Amphiblestrum osburni är en mossdjursart som beskrevs av Powell 1968. Amphiblestrum osburni ingår i släktet Amphiblestrum och familjen Calloporidae. Inga underarter finns listade i Catalogue of Life.